# Vize
Vize (grec moderne : Βιζύη, bulgare : Виза) est une ville et district de la province de Kırklareli dans la région de Marmara. La ville compte 12 196 habitants et son district 29 153 (données de 2010) et se trouve à 56 km de la capitale provinciale, sur la route d'Istanbul à Edirne.

## Histoire
Les origines de la ville de Bizye (ancien nom de Vize, parfois aussi orthographié Bizya ou Vizye) sont peu connues, mais la ville servit probablement de capitale à un royaume de Thrace indépendant dès la période hellénistique. En l'an 46, la ville fut intégrée dans l'empire romain. Le nom peut provenir de buzō qui dans l'onomastique de la Thrace évoque les notions de « lieu resserré, passage étroit, bordure, rivage ».
Située dans l'arrière-pays de Constantinople, la cité prit de l'importance après sa refondation en 324, principalement du fait que les sources qui l'environnent approvisionnaient le système d'aqueducs qui alimentaient en eau la nouvelle capitale. À l'époque byzantine, la cité fut souvent mentionnée en tant que kastron, polisma ou polichnion, ce qui indique qu'elle était bien fortifiée.
Siège épiscopal, on sait par une supplique de son épiscope Euprépios au concile de Chalcédoine de 451, qu'un seul évêque gouvernait les deux diocèses de Bizye et d'Arcadiople (coutume ecclésiastique qui semble avoir été propre au diocèse de Thrace, avant que cette tradition ne disparaisse peu à peu : la Notice Épiscopale du pseudo-Épiphane de 650 ou de Léon au Xe siècle mentionnent Bizye comme l'un des archevêchés autocéphales de la province d'Europe, dans le diocèse de Thrace, comme Arcadiople, Sélymbrie, Apoi et Drusipara.
Sous le règne de l'impératrice Irène l'Athénienne, à la fin du VIIIe siècle, le thème de Thrace est divisé et un tourmarque (commandant d'une compagnie militaire) est établi à Bizye.
À la fin de la révolte de Thomas le Slave en 823, le fils adoptif de celui-ci, Anastase, se réfugia d'ailleurs à Bizye pendant que Thomas se réfugiait dans la ville voisine d'Arcadiople. Lorsque les habitants de la ville apprirent le supplice de Thomas, ils livrèrent Anastase qui souffrit le même destin.
En 903, sainte Marie la Jeune aurait été enterrée dans l'église Sainte-Sophie de Bizye.
Bizye partagea l'histoire de Constantinople : conquise par la quatrième croisade peu après 1204, elle fut reprise par les grecs dans la deuxième moitié du XIIIe siècle avant de passer aux mains des Ottomans en 1453. Son église Sainte-Sophie fut transformée en mosquée au XVIe siècle.

## Patrimoine et monuments remarquables
L'acropole sur la colline dominant la ville conserve quelques anciens édifices et une église byzantine parfaitement conservée, l'église Sainte-Sophie, qui remonte probablement au Ve ou VIe siècle de notre ère. Sur le flanc de l'acropole vient récemment[Quand ?] d'être mis au jour les restes de l'ancien théâtre.
Dans la plaine autour de la ville se trouvent de nombreux tumuli construits pour les anciens dirigeants du royaume thrace. D'autres églises et monastères, principalement d'époque byzantine, se trouvent également dans le voisinage de Vize. La ville compte aussi quelques édifices d'époque ottomane, ainsi qu'une ancienne synagogue.

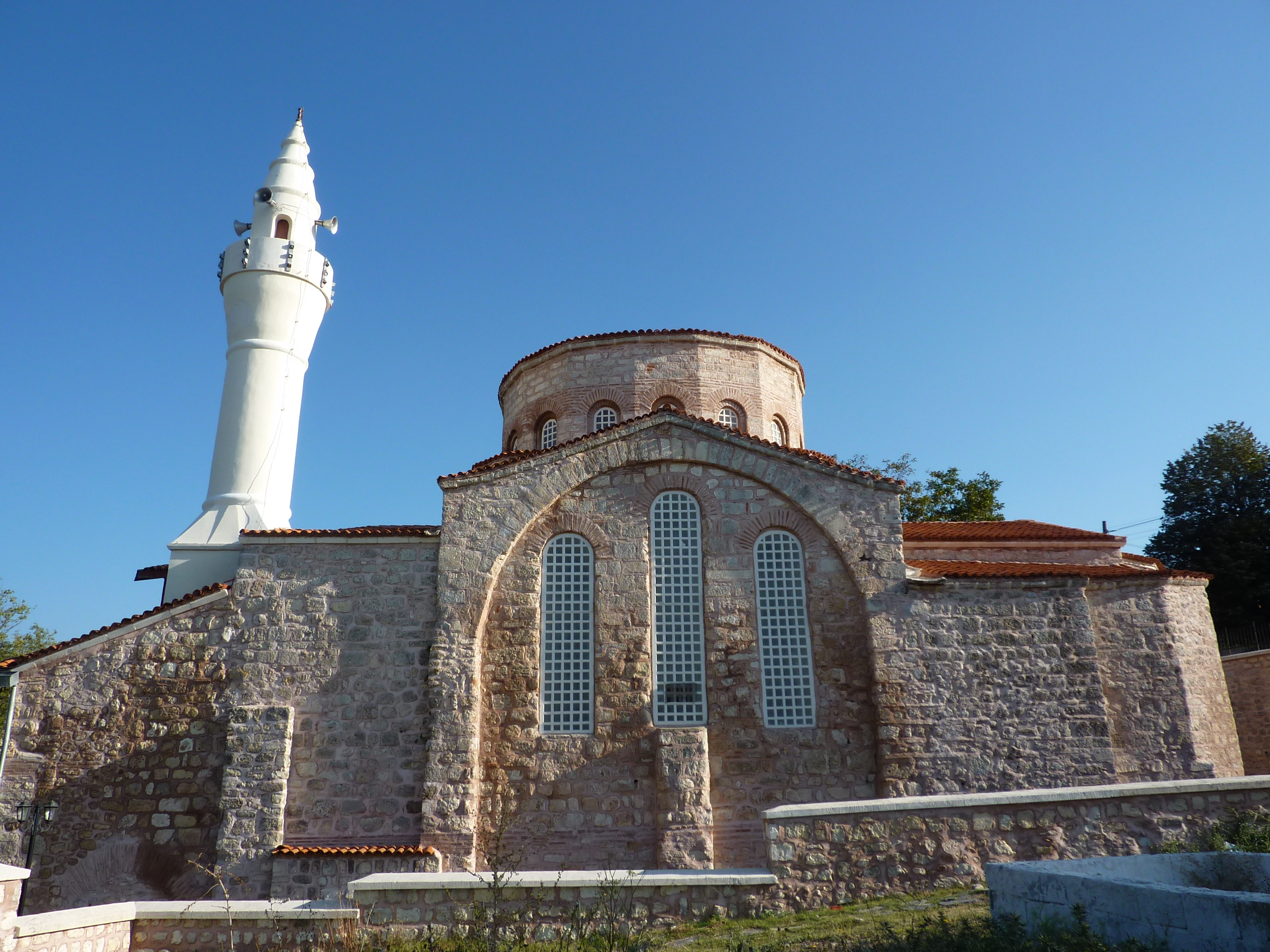
La petite Sainte-Sophie de Vize (aujourd'hui mosquée Gazi Suleiman Pasha)

La « petite église Sainte-Sophie » devenue la « mosquée du pacha Soliman-le-victorieux » (turc : Küçük Ayasofya Kilisesi (Gazi Süleyman Paşa Camii)) est une ancienne église d'époque byzantine qui fut probablement construite au Ve ou VIe siècle de notre ère, puis détruite au VIIIe ou IXe siècle lorsque l'édifice actuel fut édifié. Sa structure fut renforcée par la suite, peut-être à la suite d'un séisme. Elle fut convertie en mosquée au XVIe siècle et sous le nom de Gazi-Süleyman Paşa Camii avant d'être abandonnée au début des années 70.
En apparence hybride (plan basilical au niveau du sol, mais avec des voûtes supportant un dôme central imposant au niveau de la galerie), elle constitue un lien important entre les basiliques de l'époque paléochrétienne et les églises à dôme qui dominent l'architecture méso-byzantine à partir du IXe siècle.
Sainte Marie la Jeune aurait été enterrée dans l'église,.

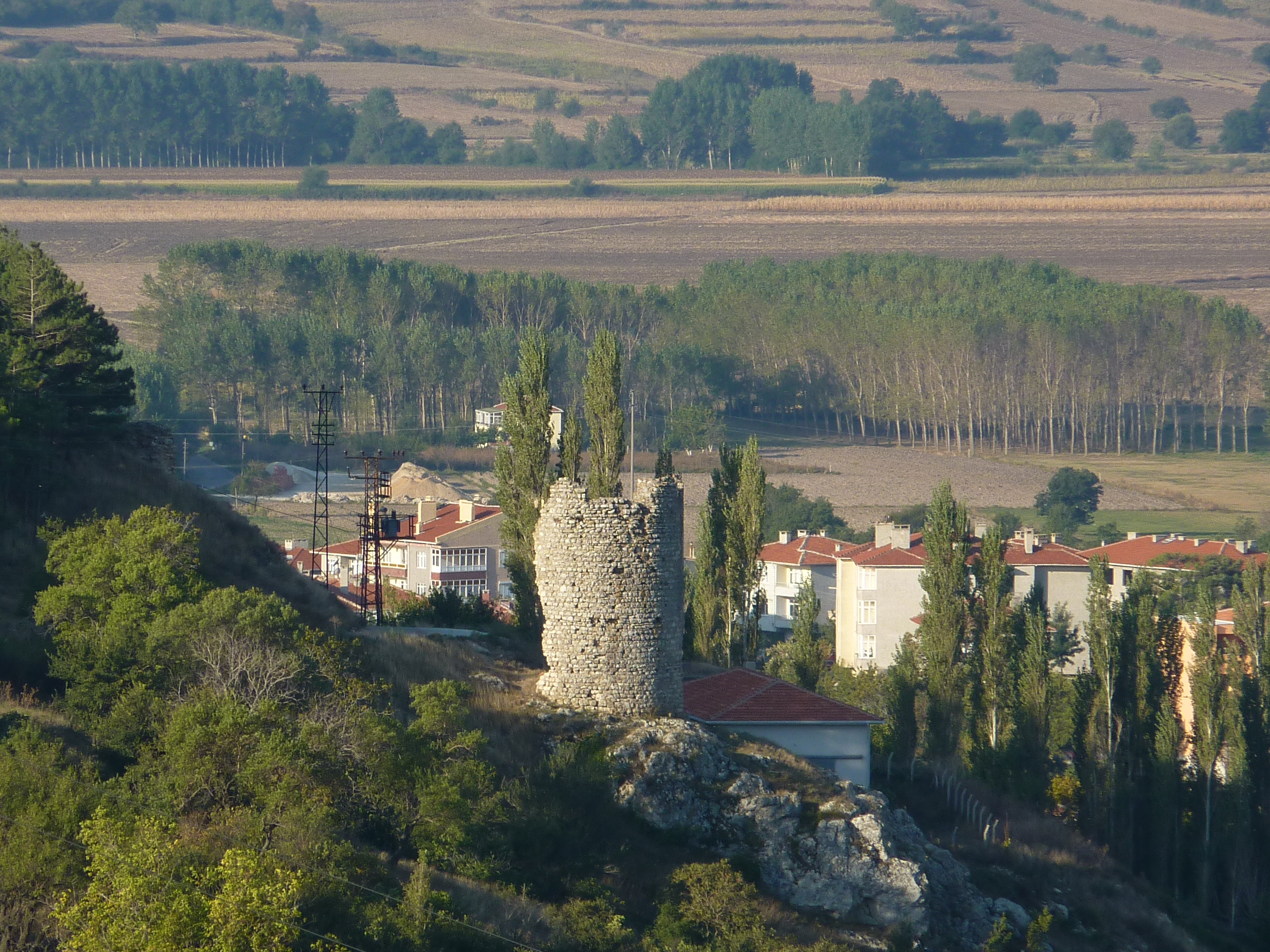
Vestiges des remparts

La forteresse de Vize (turc : Vize Kalesi) est une fortification construite à l'époque romaine. On pense que la forteresse fut construite entre 76 et 72 avant notre ère, et fut remise en état à l'époque de Justinien. Elle est construite en pierres de taille et maçonnerie, sur des fondations de blocs de pierre. La couleur bleuâtre des pierres du mur nord indique que cette partie a été reconstruite à l'époque Paléologue. La forteresse consiste en deux murs emboîtés. Les murs sud et ouest sont intacts. Une inscription en grec, trouvée dans la forteresse, dit « Ici furent construites des tours de guet sous l'administration de Firmus, fils d'Aulus Pores, avec Aulus Kenthes, le fils de Rytes, fils de Kenthes, et Rabdus, fils de Hyacynthe ». L'inscription se trouve aujourd'hui au musée de Kırklareli.

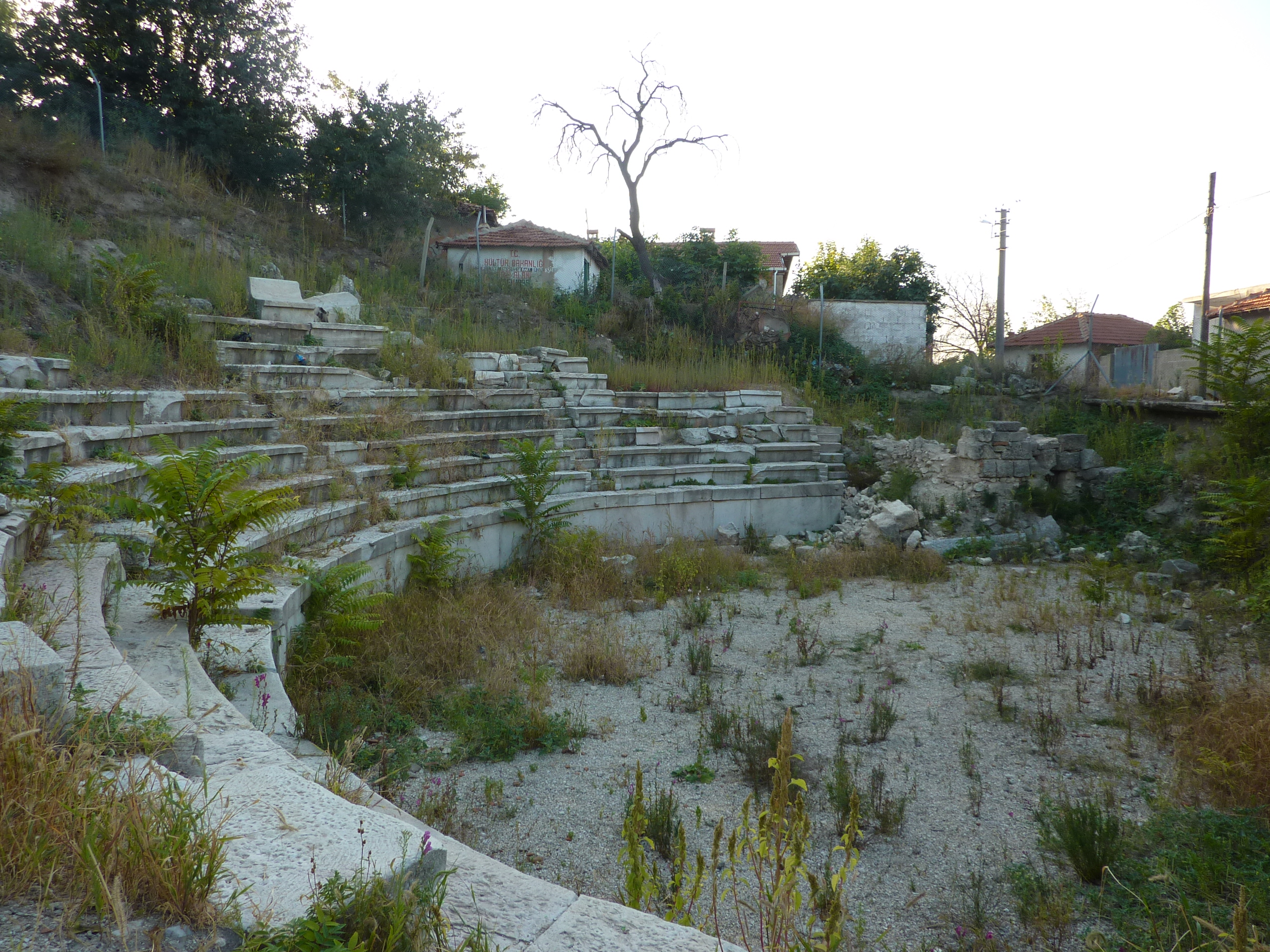
Amphithéâtre

L'amphithéâtre (turc : Antik tiyatro) est un théâtre en plein air construit au IIe siècle de notre ère, le seul connu en Thrace. Il fut découvert en 1998 durant des fouilles archéologiques menées sur le tumulus Çömlektepe. Les parties du théâtre qui existent encore sont la cavea (gradins pour les spectateurs), la scène et l'orchestre. Des restes des coulisses sont visibles au musée de Kırıkkale.

## Galerie

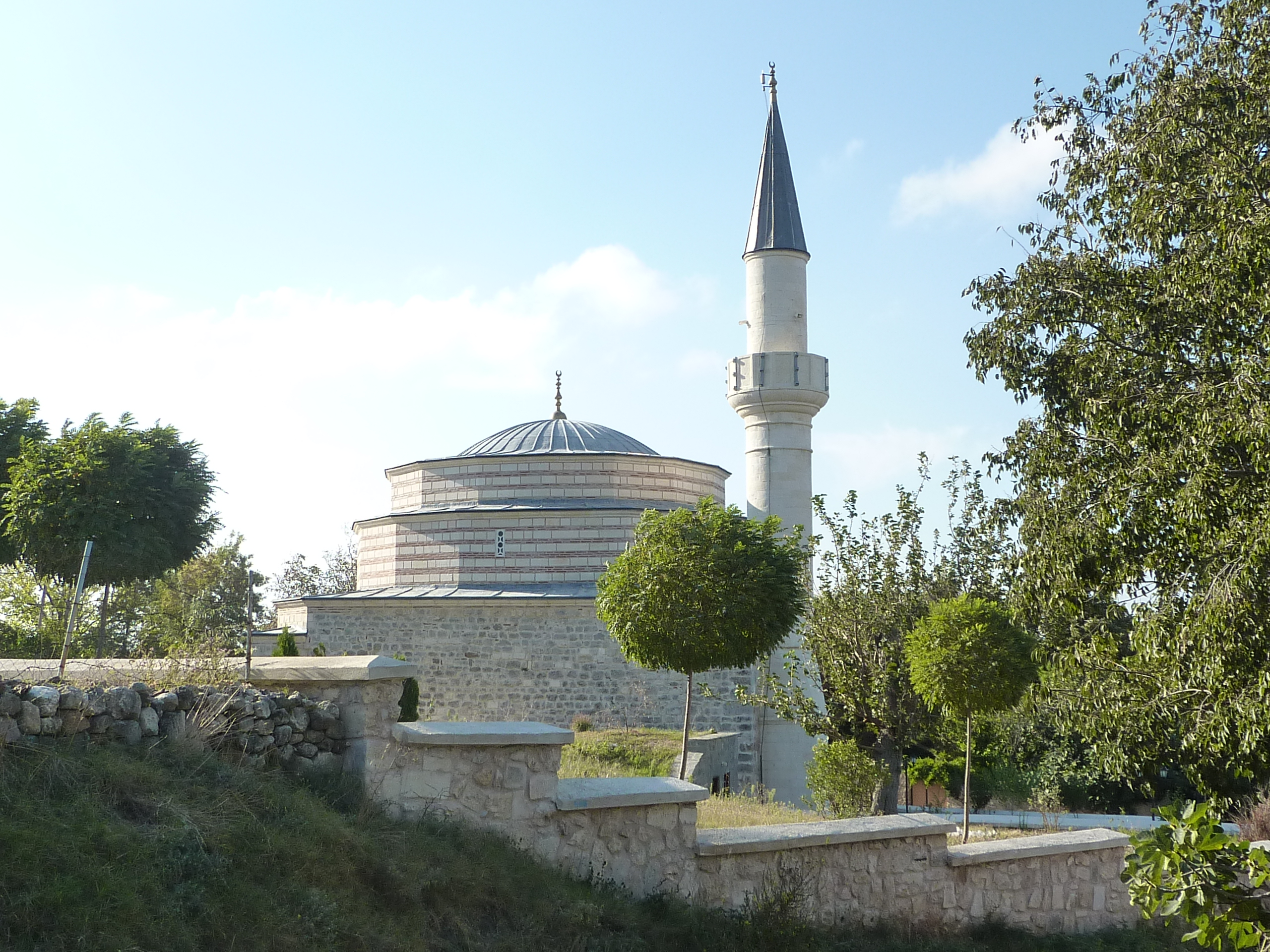
Mosquée d'Hasan Bey
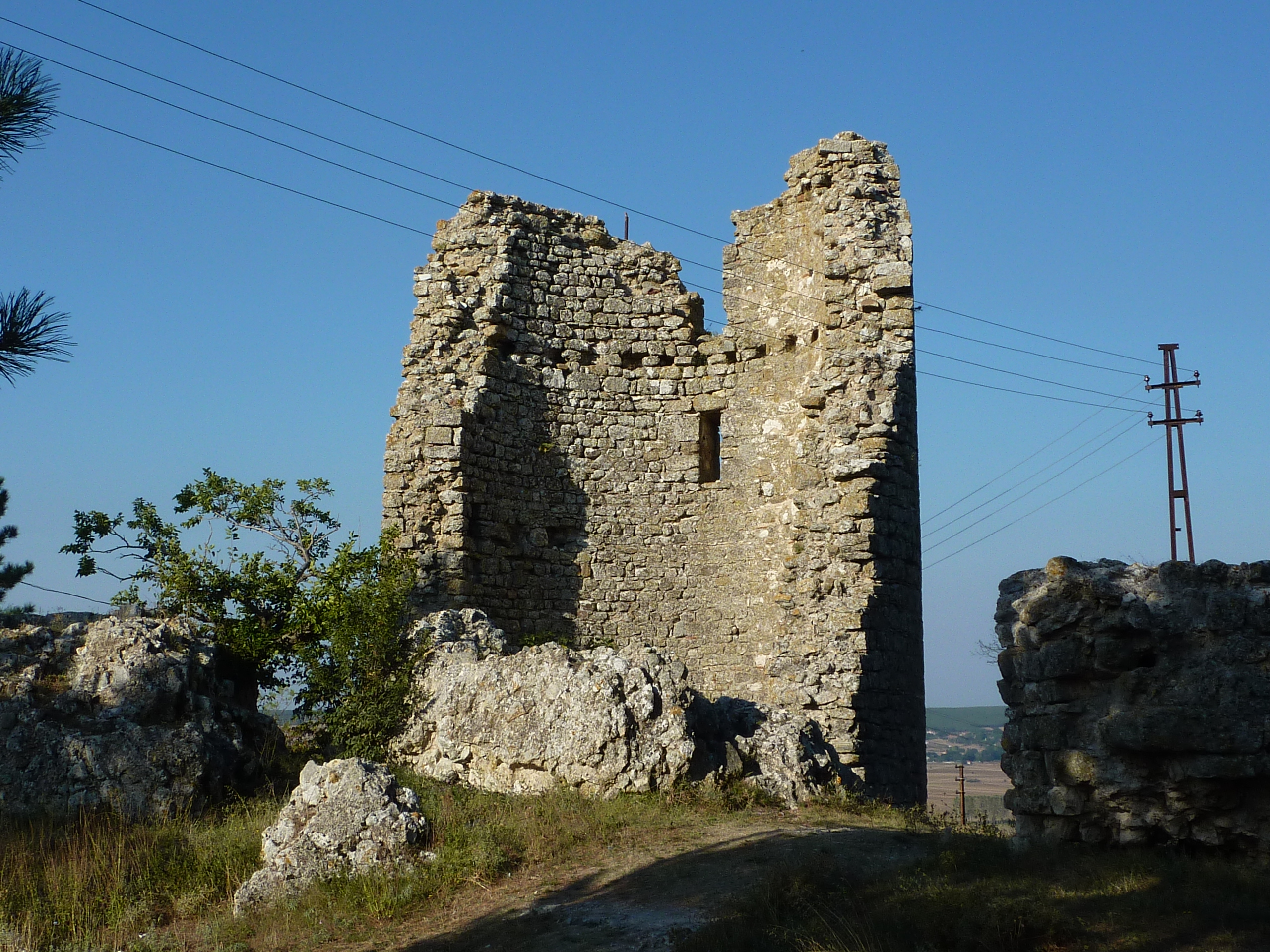
Une tour d'enceinte
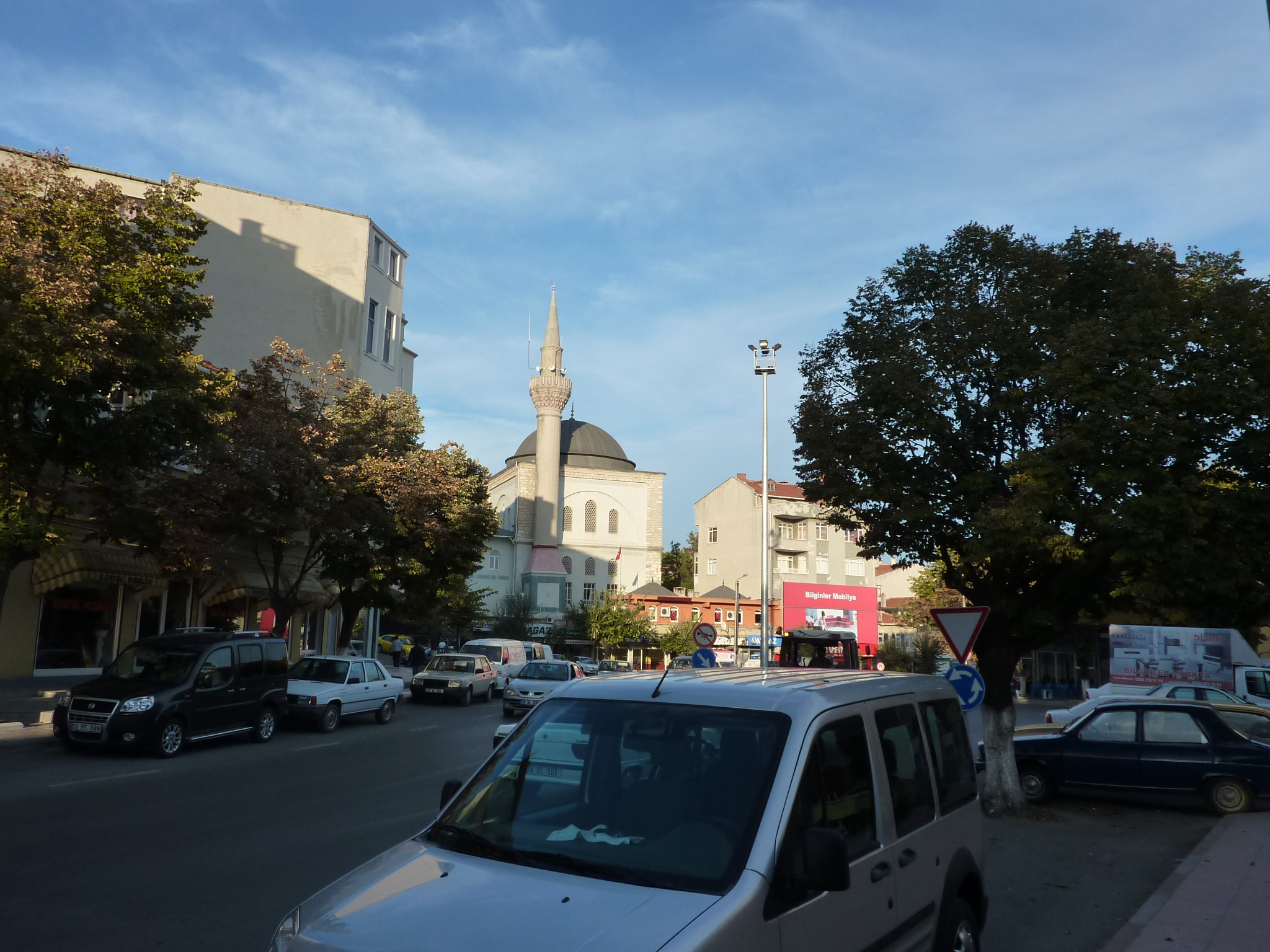
Une rue de Vize